# 이상현 (정치인)
이상현(李相賢, 1945년 9월 16일 ~ )은 대한민국의 정치인이다. 제15대 국회의원을 지냈다.

## 생애
황해도 평산 출생이며 경기도 인천과 서울에서 성장하였고 야권의 텃밭인 관악에서 3수 끝에 김대중계 중진 정치가였던 한광옥 후보를 3000여표 차이로 꺾고 15대 국회의원에 당선되었다. 1999년 자유민주연합으로 이적하였는데, 이 의원이 정계에 입문한 것이 13대때 김종필(金鍾泌) 총리가 이끌던 신민주공화당 공천으로 관악갑에 출마하면서 시작됐기 때문에 엄밀히 말하면 그는 `김 총리 사람'으로 분류할 수 있다는 것이다. 이 의원은 그러나 3당 합당이후 치러진 14대 총선에서 공천을 받지못해 한때 김 총리와 등을 돌리기도 했으며, 15대 신한국당 공천으로 국민회의 한광옥(韓光玉) 부총재를 꺾고 여의도 입성의 꿈을 이룬 뒤 김 총리와 `화해'한 것으로 알려졌다.

## 경력
- 1968년 해군 소위 임관
- 1970년 해군 중위 진급
- 1972년 해군 대위 진급
- 1974년 해군 대위 예편
- 1980~1981년 경남대 강사
- 1986~1991년 한국 플륨 주식회사 회장
- 1987년~ 한국사회연구소 이사장
- 1996~2000년 제15대 국회의원(서울 관악갑)

## 의정 활동
- 1996~1997년  신한국당 원내부총무
- 1996~1998년  국회 행정위원회 위원
- 1998~1999년  국회 교육위원회 위원
- 1999~2000년  국회 문화관광위원회 위원

## 역대 선거 결과
|  | 28.47% |

|  | 29.38% |

|  | 41.59% |

|  | 17.09% |